# Die Gezeichneten (1922)
Die Gezeichneten ist ein deutscher Spielfilm von Carl Theodor Dreyer aus dem Jahr 1922. Er entstand nach dem 1912 erschienenen Roman Elsker hverandre von Aage Madelung.

## Handlung
Die Geschichte spielt um 1900 in einer russischen Kleinstadt am Dnepr, in einer Zeit politischer Unruhen in Russland. Das jüdische Mädchen Hanne-Liebe erhält eine Ausbildung an einem christlich-russischen Gymnasium. Von diesem wird sie verwiesen, als sie von ihrem ehemaligen Kinderfreund und Taugenichts Fedja Suchowerski, dem Sohn eines russischen Kaufmanns, denunziert wird. Über ihre angebliche Affäre mit dem angehenden Studenten Sascha redet der ganze Ort. Der Versuch ihrer Familie, Hanne-Liebe schnell zu verheiraten, scheitert. Sie fährt zu ihrem Bruder Jakow nach Sankt Petersburg, der dort als Anwalt arbeitet und mit einer Aristokratin verheiratet ist. Er selbst ist, um den Beruf ausüben zu können, zum christlich-orthodoxen Glauben übergetreten. Die Aufnahme seiner Schwester lehnt seine Frau jedoch ab. Er bringt sie deshalb im Haushalt des Gelehrten Florow unter.
Dort trifft Hanne-Liebe den Studenten Sascha wieder, der – von einem gewissen Rylowitsch angeworben – in oppositionell-revolutionären Studentenkreisen verkehrt. Zufällig entlarvt Jakow Rylowitsch auf einem Treffen intellektueller Oppositioneller im Hause Florows als Agenten der Ochrana. Eine Verhaftung Saschas und die Ausweisung Hannas in ihren Heimatort kann er aber nicht mehr verhindern. Rylowitsch zieht in mönchischer Tracht durch das Land und verbreitet antijüdische Hetze, die bei der Bevölkerung ankommt.
Mit der Zeit erstarkte auch die revolutionäre Bewegung und erzwang die Freilassung politischer Gefangener, darunter Sascha. Jakow fährt zu seiner todkranken Mutter in die Kleinstadt und trifft dort auf eine von Suchowerski und Rylowitsch geschürte Pogromstimmung gegen die jüdische Bevölkerung. Der von Rylowitschs beeinflusste Fedja stiftet den Pogrom gegen „die Ungläubigen“ an. Nach einer Prozession zu Ehren des Zaren stürmt die Bevölkerung das jüdische Viertel. Jakow wird beim Sturm auf das Ghetto von Rylowitsch erschossen. Fedja versucht unterdessen sich Hanne-Liebe gefügig zu machen. Sascha rettet sie und erschießt Fedja. Beide fliehen gemeinsam mit anderen Juden aus der Gegend.